# 神武天皇即位紀元
| 今日の日付 （日本時間） | 紀年法           | 暦法                    |
| ----------------------- | ---------------- | ----------------------- |
| 西暦2025年8月12日       | 西暦紀元         | 太陽暦 （グレゴリオ暦） |
| 皇紀2685年8月12日       | 神武天皇即位紀元 | 太陽暦 （グレゴリオ暦） |
| 更新                    |                  |                         |

神武天皇即位紀元（じんむてんのうそくいきげん）は、初代天皇である神武天皇が即位したとされる年を元年とする日本の紀年法である。『日本書紀』の記述に基づき、元年を西暦（キリスト紀元）前660年としている。
通常は略して皇紀（こうき）という。その他、紀元、神武紀元、皇暦（こうれき）、神武暦（じんむれき）、日紀（にっき）等の名称がある。

## 概説

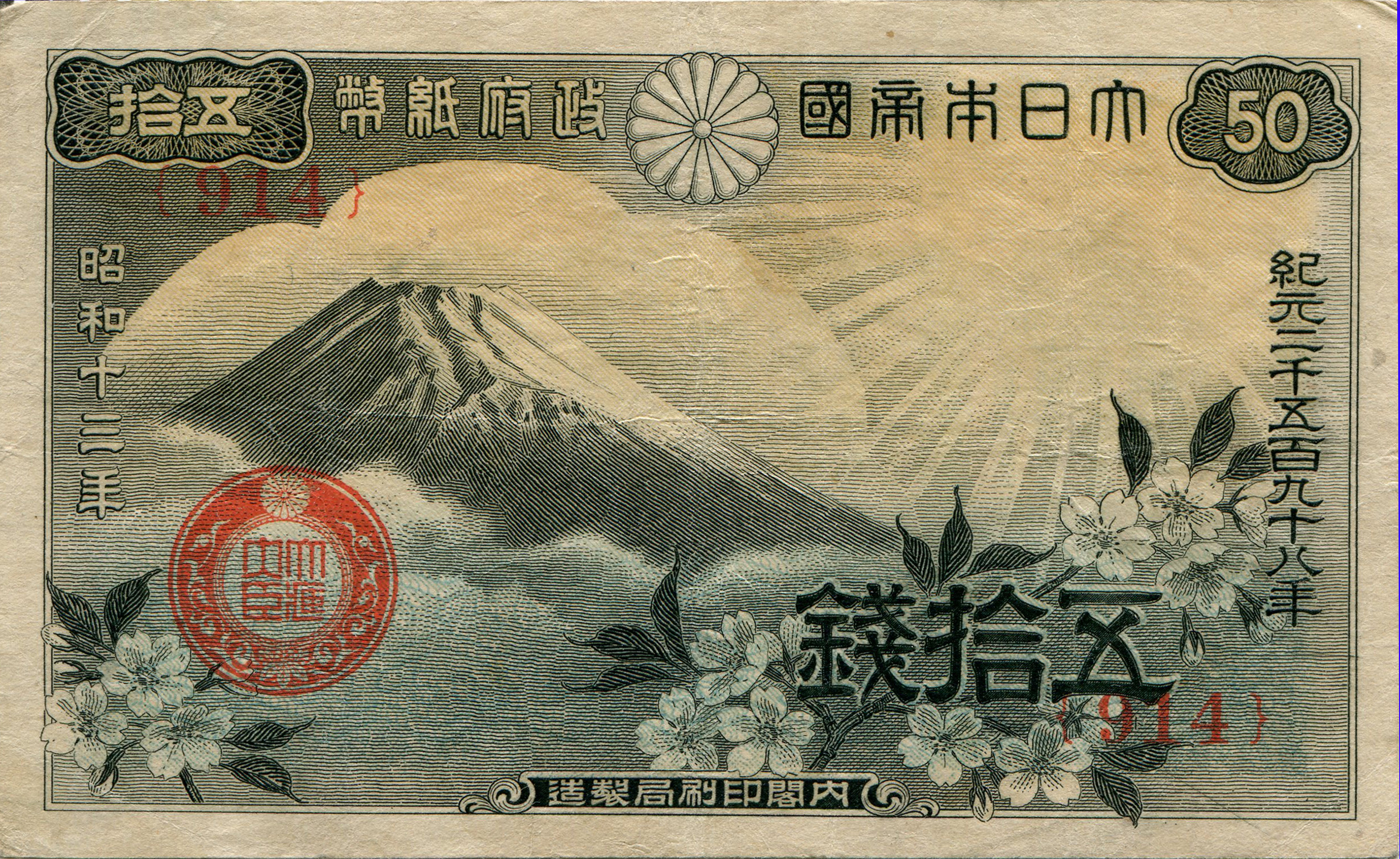
昭和13年（1938年）に発行された五十銭紙幣
神武天皇即位紀元で「紀元二千五百九十八年」と記載されている

日本では明治5年（1872年）に神武天皇即位紀元を制定するまでは、紀年法として元号や干支を使用（あるいはそれらを併用）していた。明治維新後、政府は西洋に倣って、暦法を改め太陽暦を採用するとともに、紀年法として紀元を使用することにした。
明治5年（1872年）、政府は太陰太陽暦から太陽暦への改暦を布告し、その6日後に神武天皇即位を紀元とすることを布告した（詳細は後節の「制定」を参照）。
戦前、戦中（第二次世界大戦前）の日本では、単に「紀元」というと神武天皇即位紀元（皇紀）を指していた。条約などの対外的な公文書には元号と共に使用されていた。なお、戸籍など地方公共団体に出す公文書や政府の国内向け公文書では、皇紀ではなく元号のみが用いられており、皇紀が多用されるようになるのは昭和期になってからである。他に第二次世界大戦前において皇紀が一貫して用いられていた例には国定歴史教科書がある。
戦後（第二次世界大戦後）になると、単に「紀元」というと西暦を指す事も多い。戦後は神武天皇即位紀元はほとんど使用されなくなっており、政府の公文書でも用いられていない。しかし、明治時代に公布された法令の中に現在でも有効な法令があり、その中に、神武天皇即位紀元の記述がある法令が存在する（詳細は後節の「神武天皇即位紀元が使われている現行法令」を参照）。
現在では、日本史や日本文学などのアマチュア愛好家、観光事業者、神道関係者、居合道団体の一つである全日本居合道連盟、右翼などが使用している。
日本以外では、神武天皇即位紀元をグレゴリオ暦に換算した西暦紀元前660年2月11日を、初代天皇即位や日本国建国の「伝承的日付」「神話的日付」と位置付けていることがある。

## 江戸時代まで
神武天皇即位紀元に類する表現の初見は、平安時代初期（弘仁2年〈811年〉）に成立した『歴運記』である。そこには「従天皇（神武）元年辛酉、至今上弘仁二年辛卯、合一千四百七十一年也」と記述され、神武天皇即位から弘仁2年（811年）まで1471年と計算されている。
南北朝時代、公卿の北畠親房は、延元4年/暦応2年（1339年）の自著『神皇正統記』の崇神天皇の条で「神武元年辛酉ヨリ此己丑マデハ六百二十九年」と書いており、雄略天皇の条では、外宮の鎮座について「垂仁天皇ノ御代ニ、皇大神（天照大神）五十鈴ノ宮（皇大神宮）ニ遷ラシメ給シヨリ、四百八十四年ニナムナリケル。神武ノ始ヨリスデニ千百余年ニ成ヌルニヤ」と記している。
江戸時代になると、『大日本史』の編纂に参画した儒学者の森尚謙は、元禄11年（1698年）に執筆した『二十四論』中の「日本、唐に優る八」の「一 皇祚」の項で、「恭しく惟ふに我が大日本は、天神七代、地神五代、その嗣を神武天皇と稱し奉る。其の即位元年辛酉より今元禄十一年戊寅に至るまで二千三百五十八年。皇嗣承継、聖代の数一百十四代（後略）」と記し、神武天皇即位から元禄11年（1698年）まで2358年であることを述べた。
水戸学者の藤田東湖は、天保11年（1840年）が『日本書紀』が記す神武天皇即位の年から丁度2500年目にあたっていることから「鳳暦二千五百春　乾坤依旧韶光新」という漢詩を作った。また、弘化4年（1847年）、藤田東湖は自著の『弘道館記述義』において、「正史の紀年は神武天皇辛酉元年に始まる。辛酉より今に至る迄、二千五百有余歳、神代を通じて之を算すれば、凡そ幾千万年なるをしらざるなり（原漢文）」と書き、神武天皇即位元年が歴史の紀年の始めであることを宣揚した。
幕末に入ると、津和野藩の国学者・大国隆正は、安政2年（1855年）に著した『本学挙要』のなかで、西洋にキリスト紀元があることを指摘した上で、神武天皇の即位を元年とする「中興紀元」を提唱した。当時は開国か攘夷か、尊皇か佐幕かで大きく揺れていた時代であって、神武天皇即位からの年数をかぞえる紀年法（紀元）は尊皇思想と結びついていた。

## 制定まで
慶応3年12月9日（1868年1月3日）、王政復古の大号令が発せられ、新政府が樹立した。王政復古の大号令に「諸事神武創業ノ始ニ原ツキ」とあるように、新政府は「神武創業ノ始」に回帰することを標榜したが、この決定に与って力があったのは、「中興紀元」を提唱した大国隆正の門人の玉松操であった。
その後、一世一元の詔により明治改元と「一世一元の制」が実現したが、明治2年（1869年）4月、刑法官権判事の津田真道は集議院に対し「年号ヲ廃シ一元ヲ建ツ可キノ議」を建議した。津田は年号を使った年月日の表記は煩雑で分かりにくいのでこれを廃して紀元を採用すべきだとした。また、西洋のキリスト生誕紀元（西暦）やイスラームのヒジュラ紀元、ユダヤ教の天地開闢紀元などいくつかの紀元を例に挙げ、日本も独自の紀元を設けて、以降はそれを使い続けるべきだとした。そしてその我が国独自の紀元として神武天皇即位を紀元とすべきだと主張した。

## 制定
明治5年11月15日（1872年12月15日）、神武天皇即位を紀元とすることが「太陰暦ヲ廃シ太陽暦ヲ行フ附詔書」（改暦ノ布告、明治5年太政官布告第337号）公布後に「太陽暦御頒行神武天皇御即位ヲ以テ紀元ト定メラルニ付十一月二十五日御祭典」（明治5年太政官布告第342号）で布告された。
口語訳するに「このたび（天皇陛下が）太陽暦を頒布され、神武天皇の御即位を紀元と定められたので（天皇陛下が）その旨を（神武天皇の御霊に）お告げになるため、来たる25日に（天皇陛下が）御祭典を執り行われることになった（ので参内する資格のある者は出席すること）。ただし25日が喪中となるものは参内を遠慮すること」となる。この布告の主旨は、神武天皇即位紀元の制定と祭典の実施を通知することであった。
明治5年11月19日（1872年12月19日）、太陽暦を採用し、西暦1873年1月1日に当たる明治5年12月3日をもって神武天皇即位紀元2533年（明治6年）1月1日とすることが外務省から各国の公使と領事に通知された。

## 制定後
神武天皇即位紀元を制定した後、文書の日付の書き方をどのように統一するのか（年号を廃して紀元一本とするのか、年号と併用するのか、その場合にどちらを主とするか、など）という懸案事項が残った。政府は神武天皇即位紀元の制定から時を隔てず、明治6年（1873年）1月9日、左院に紀元と年号の問題を審議させたところ、左院の回答は
1. 紀元が制定されたからには年号の使用は考えられない。年号の使用は公私ともにこれを禁止すべきだ。
2. 正式の表記は「二千五百三十三年」のように、略式は「二五三三年」のように記す。

というものであった。政府があらためて年号と紀元の併用を方針として再度下問したところ「（年号と紀元の併用に）異議無し」との回答が得られた。
明治時代に政府は年号と皇紀の併用を前提として、国書・条約・証書から私用にいたるまでの使用例を細かく規定した。それによると最も正式な文書には皇紀と年号を併記することとし、略式、あるいは私的な文書には年号の単独使用、もしくは月日のみの記載を可とすることになった。

## 元年を西暦紀元前660年とする根拠と妥当性

### 元年を西暦紀元前660年とする根拠
『日本書紀』神武天皇元年正月朔の条に次のような記述がある。
ここでの「辛酉年」は西暦紀元前660年にあたる。その理由は以下のとおりである。
『日本書紀』の紀年法は、誕生から東征開始まで神武天皇の年齢で記された45年間、干支で記された神武東征の7年間、元号を用いた時代（大化、白雉、朱鳥）以外はその時の天皇の即位からの年数で表している。また、天皇の崩御の年の記載もあり、さらに歴代天皇の元年を干支で表している。『日本書紀』のこれらの記述から歴代天皇の即位年を遡って順次割り出してゆけば、神武天皇即位の年を同定できる。これを行って神武天皇の即位年を算定すると、西暦紀元前660年となる。
日本国外の歴史書では『宋史』日本国伝（『宋史』卷491 列傳第250 外國7日本國）に「彦瀲第四子號神武天皇 自築紫宮入居大和州橿原宮 即位元年甲寅 當周僖王時也」とあり、ここでは神武天皇の即位年は周の僖王の時代の甲寅（紀元前667年）としている。一方、三善清行は革命勘文において神武天皇即位を辛酉の年とし、これは僖王3年に当たると述べている。
明治維新後、前述のように神武天皇即位が紀元と定められ、上記の『日本書紀』の記述に基づいて紀元と元号との対応関係が規定され、公文書などに用いられることとなった。また、神武天皇が即位したとされる「辛酉年春正月庚辰朔」はグレゴリオ暦の紀元前660年2月11日に比定された。これに基づいて政府は「年中祭日祝日休暇日ヲ定ム」（明治6年太政官布告第334号）で2月11日を紀元節と定めた（詳細は「紀元節」を参照）。

### 年代の妥当性
しかしながら『日本書紀』の記述を素朴に信頼し、神武天皇の即位を西暦紀元前660年にあたる年とすることには江戸時代から批判がなされてきた。たとえば、藤貞幹は『衝口発』で、神武天皇元年辛酉は周の恵王17年（西暦紀元前660年）の600年後としなければ三韓との年紀に符合しないことを述べた。
神武天皇の即位を西暦紀元前660年とすることを否定する根拠の一つに『古事記』や『日本書紀』において初期の天皇の在位年数が不自然に長く、年齢も非現実的な長寿とされていることが挙げられる。
考古学の分野では西暦紀元前660年は、伝統的な土器様式などに基づく編年によれば縄文時代晩期、平成15年（2003年）以降に国立歴史民俗博物館の研究グループなどが提示している放射性炭素年代測定に基づく編年によれば弥生時代前期にあたる。弥生時代前期にはまだ古墳は一般的でない。
寺沢薫は卑弥呼即位を3世紀初頭と見て「列島での権力中心地の移動という意味では、新生倭国の王都は結果的にイト国から東遷したという言い方もできるかもしれない」とし、東遷の史実性には限定的ながら理解を示すが、年代は大幅に修正している。
神武天皇の即位の年は辛酉年とされるが、中国で干支紀年法が確立したのが太初暦が採用された紀元前104年あたりとされる。それ以前には木星の鏡像である太歳の天球における位置に基づく太歳紀年法が用いられており、11.862年である木星の公転周期から約86年にひとつずれる「超辰」が行われた。こうした中国での干支紀年法の成立の歴史を鑑みるに、紀元前660年相当の時代を干支紀年法で記載しているというのはオーパーツと言える。

### 辛酉革命説
なぜ『日本書紀』において神武天皇の即位の年が西暦紀元前660年にあたる年に設定されたのかについて、江戸時代から様々な説が唱えられてきた。その一つに、『日本書紀』の編纂者が紀年を立てるにあたって辛酉革命説を採用し、これを基に神武天皇の即位の年を設定したのではないかと考える説がある（詳細は辛酉#辛酉の年を参照）。
辛酉の年は60年に一度必ずやってくるにもかかわらず、紀元前660年という紀年が選ばれた理由についても歴史学者は様々な仮説を立てている。明治の歴史家として名高い那珂通世は、古代史上で大変革の年であった推古天皇9年（601年）から1260年遡った辛酉の年を即位紀年としたと述べた。推古9年が大変革の年であったという理由として、その著『上世年紀考』で「皇朝政教革新ノ時ニシテ、聖徳太子大政ヲ取リ給ヒ、治メテ暦日ヲ用ヒ、冠位ヲ制シ憲法ヲ定メ」と述べている。1260年というのは60年を「1元」、21元（1260年）を1蔀（ほう）として、1蔀ごとに大いに天命が改まるという讖緯家の思想によるものである。
さらに有坂隆道は『古代史を解く鍵：暦と高松塚古墳』で、推古9年は革命とは無縁の平穏な年であったとして、天武天皇10年（681年）から1340年遡った年を神武紀年としたと論じた。天武10年は天皇が「帝紀及び上古の諸事を記し定め」させると詔した年であり、わが国初の正史編纂という画期的な年を基準としたというのである。1340という数字は当時最新の暦であった儀鳳暦の周数（総法。天文の運行などを循環する数字で表したもの）であり、紀元前660年は天武10年から1340年遡った年であることから紀元として定められたという。
小川清彦の分析によれば、日本書紀の朔日干支の記述は665年に作成された儀鳳暦（日本で最初に伝わったであろうより古い元嘉暦ではない）とよく合致するとされる。儀鳳暦より古い時代の暦は、19太陽年が235朔望月と等しいとして19年に7回の閏月を入れるメトン周期が用いられているが、このメトン周期は紀元前433年にアテナイの数学者のメトンによって見出されたとされ、日本書紀にあるように紀元前660年に日本で太陰太陽暦が用いられていたとすれば、より原始的な太陰太陽暦でなくては時代が合わない。しかし、そうした暦法を想定すると実際の日本書紀の朔日干支の記述と合致させることは難しい。渋川晴海は日本書紀暦考にて辻褄合わせを試みているが、内田正男は日本書紀暦日原典にて「渋川晴海のように、架空の暦法を創造し、しかも度々の改暦を想像しない限り、閏字脱落のつじつまを合わせることはできない。問題をわざわざ複雑にする必要はない。儀鳳暦（平朔）が用いられたことを認めるべきであろう」と評している。

## 神武天皇即位紀元が使われている現行法令
「太陰暦ヲ廃シ太陽暦ヲ行フ附詔書」（明治5年太政官布告第337号、いわゆる「改暦ノ布告」）では、改暦によって導入された太陽暦の閏年について4年毎に置くことしか述べておらず、グレゴリオ暦の置閏法の例外的規則に相当する規定を置いていなかったが、その後1898年に発された「閏年ニ関スル件」（明治31年勅令第90号）により、日本の暦法はグレゴリオ暦の置閏法と同等の置閏法をもつこととなった。この勅令における閏年の判定は、西暦ではなく皇紀（神武天皇即位紀元）によっている。

明治三十一年勅令第九十号（閏年ニ関スル件）
神武天皇即位紀元年数ノ四ヲ以テ整除シ得ヘキ年ヲ閏年トス但シ紀元年数ヨリ六百六十ヲ減シテ百ヲ以テ整除シ得ヘキモノノ中更ニ四ヲ以テ商ヲ整除シ得サル年ハ平年トス

現代の表記に直すと次の通りである。

神武天皇即位紀元年数（皇紀年数）を4で割って、割り切れる年を閏年とする。ただし、皇紀年数から660を引くと100で割り切れる年で、かつ100で割った時の商が4で割り切れない年は平年とする。

これは、西暦年数から閏年を判定する方法と同値である。
なおこの勅令は、1947年の法律を経て、法令として、現在でも効力を有する。また西暦は法制化されていないため、長期紀年法としては、神武天皇即位紀元が、今でも法制上かつ暦法上の唯一のものである。したがって、閏年の判定には、現在も神武天皇即位紀元が用いられている。

## 制式名など
昭和に入って以降、第二次大戦中まで、日本の陸海軍（旧日本軍）が用いた兵器の制式名称には、主に皇紀の末尾数字を用いた年式が用いられている。
航空機を例に取ると「ゼロ戦」の通称で知られる大日本帝国海軍の「零式艦上戦闘機」は、皇紀2600年（西暦1940年、昭和15年）に採用されたことを示す名称である。したがって、同年の採用であれば「零式三座水上偵察機」「零式輸送機」など、同じ「零式」の名を冠することになる。ただし、この命名則には、陸海軍で若干の差があった。

### 帝国陸軍
大日本帝国陸軍の場合、航空機は皇紀2587年（西暦1927年、昭和2年）採用であることを示す「八七式重爆撃機」「八七式軽爆撃機」より皇紀を使用している（実際には両機とも翌年（1928年・昭和3年制式採用）。また海軍と異なり、皇紀2600年制式採用の場合は、一〇〇式重爆撃機、一〇〇式司令部偵察機、一〇〇式輸送機など、零ではなく百（一〇〇）を使用する。
皇紀2601年（西暦1941年・昭和16年）以降は、例えば一式戦闘機（通称隼）のように、皇紀末尾一桁のみを使用している。
銃砲、戦車等の場合も命名則の基本は同様（「九七式中戦車」「一式機動四十七粍速射砲」など）。
また、皇紀による命名以前は、航空機はメーカーの略号＋続き番号であったのに対し、銃砲等は、元号による年式を用いた。例：明治38年（1905年）採用を示す「三八式歩兵銃」など。

### 帝国海軍
大日本帝国海軍の場合、制式名称における皇紀の使用は陸軍よりやや遅く、航空機では皇紀2589年（西暦1929年・昭和4年）採用であることを示す「八九式飛行艇」「八九式艦上攻撃機」より使用されている。ただ、実際には両機とも皇紀2592年（西暦1932年・昭和7年）に制式採用。それ以前は元号による年式を使用しており、「三式艦上戦闘機」は昭和3年（1928年）、一三式艦上攻撃機は大正13年（1924年）の採用を示す。
また、海軍では皇紀2602年（西暦1942年・昭和17年）の「二式水上戦闘機」「二式陸上偵察機」等を最後に航空機の年式名称を取り止め「紫電」「彩雲」「天山」など、機種別にグループ分けされた漢字熟語の制式名称となった（これに対し、陸軍の「隼」「飛燕」などはあくまでも愛称であり、制式名称ではない）。
なお、海軍から各メーカーに対する開発要求については「十二試艦上戦闘機」「十八試局地戦闘機」など、一貫して元号が用いられている。

## 教科書の表記
第二次世界大戦後、連合国軍最高司令官総司令部は小学校の歴史に関する授業を停止。1946年（昭和21年）10月12日に授業が再開されたが、新しい教科書『くにのあゆみ』では皇紀の表記が廃され、西暦表記に改められていた。

## 戦後に皇紀が用いられた例

### 宮内庁
宮内庁は、庁内関係部署および職員の事務参考用として、歴代の天皇・皇族の陵墓についてまとめた書籍である『陵墓要覧』を、戦後では1956年（昭和31年）、1974年（昭和49年）、1993年（平成5年）、2012年（平成24年）に刊行している。それら全ての版において、歴代の天皇・皇族の崩御・薨去の年は、皇紀で表記されている。また、『陵墓要覧』では、歴代の天皇・皇族の式年（式年祭を行う年）を並べた「式年表」も、全ての版で皇紀の表記がされており、2012年（平成24年）に刊行された『陵墓要覧 第6版（最新版）』においては、式年が皇紀2721年（西暦2061年）まで記載されている。

### ニコン
日本光学が戦後に試作から初めて製造した「ニコン（ニコンI型）」に始まるカメラの個体に付けられた製品番号（シリアル番号）は、先頭が「6」から始まる。これはI型の出図が皇紀2606年（昭和21年・西暦1946年）9月であったことから「609」で始まる番号をI型試作品に付けたことに始まる。

### 安田生命保険
安田生命保険が1970年（昭和45年）ごろにコンピュータによる個人情報管理のシステムを構築したとき、作業に携わった技術者たちは、西暦1900年（明治33年）を「00年」として年を処理すると、顧客の生年月日など西暦1899年（明治32年）以前の情報の処理に不都合が生じることに気づき、あえて西暦の使用を避けて、皇紀2600年（西暦1940年・昭和15年）を「00年」として用い、さらに負の数を皇紀2500年（西暦1840年・天保11年）までの100年分を処理することのできるパック10進数を採用することにした。この結果、偶然ではあるが、2000年問題の影響を回避することができたと言われる。実際に2000年問題で安田生命保険の業務になんらかの支障や影響が生じたかどうかは公表されていない。

### インドネシア独立宣言文

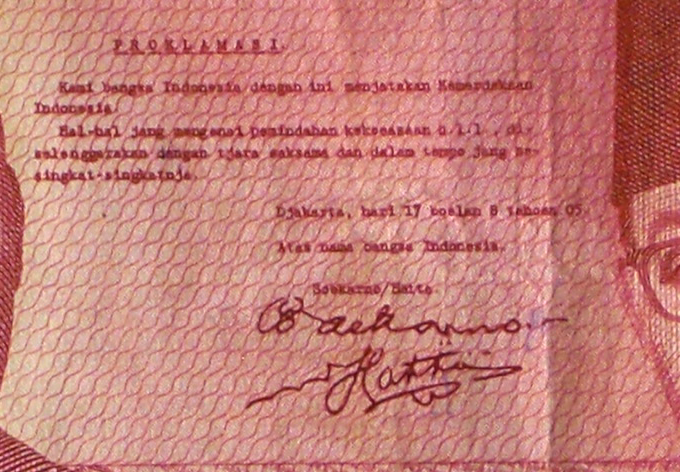
10万ルピア紙幣に印刷された独立宣言
右端に「05」の数字が見える

1945年（昭和20年・皇紀2605年）8月17日、インドネシアの独立がスカルノおよびモハマッド・ハッタによって宣言された。
大日本帝国軍政期のインドネシアでは、皇紀が使われていた（元号は用いられていなかった）。また、インドネシア独立宣言草案は、軍政時代に設置された独立準備委員会において起草、採択された。これは解放後に成立したもので、既に日本の影響力はなくなっていたが、インドネシア独立宣言の日付は皇紀2605年の下2桁と同じ、「05年」と記載されている。スカルノの母はバリ島出身であり、皇紀は I Ketut Bangbang Gede Rawi（生没年1910-1989）が創始した市販の『バリ暦』にはバリ暦（ウク暦、サカ暦）、西暦、回暦（ヒジュラ暦）、干支、農暦（旧暦）、ウィンドウと共に併記されていた。
1998年（平成10年）に今井敬経団連会長（当時）がインドネシアのユスフ・ハビビ大統領と会談した際に、ハビビが今井に独立宣言を見せて、日付の年が「05」となっているのは日本の皇紀2605年だと説明した。